# Matthew White
Matthew White (født 22. februar 1974) er en australsk forhenværende professionel cykelrytter, som senest cyklede for Discovery Channel. Fra 2012 til 2025 var han sportsdirektør for Team Jayco AlUla.